# Усов, Павел Степанович
Па́вел Степа́нович У́сов (2 [14] августа 1828, Санкт-Петербург — 27 марта [8 апреля] 1888, Санкт-Петербург) — петербургский журналист, издатель, редактор петербургских изданий. Руководитель «Международного телеграфного агентства». Сын писателя Степана Михайловича Усова, брат инженера путей сообщения Петра Степановича Усова. Видный публицист, мемуарист, биограф П. И. Мельникова-Печерского, исследователь раскола. Многолетний сотрудник и редактор газеты «Северная пчела».

## Биография
Павел Степанович был сыном петербургского писателя Степана Михайловича Усова (1796—1859). Учился на естественном отделении физико-математического факультета Санкт-Петербургского университета, который окончил в 1849 году. Его диссертация о «Метаморфических горных породах» была опубликована в «Горном журнале» в том же году. Ещё студентом он написал две статьи — «Описание Тихвинской системы» и «О судоходстве на Волге», которые в 1849 году были одобрены для печати «Главным управлением путей сообщения и публичных зданий», но остались неопубликованными, поскольку Усов не принял предложение главноуправляющего Клейнмихеля о службе в его ведомстве.
После окончания университета служил в департаменте сельского хозяйства (1849—1853); преподавал в Николаевском сиротском институте естественные науки. Но ни научная, ни педагогическая, ни служебная деятельность не привлекли внимания молодого человека. Его призванием стала журналистика.
Начал публиковаться в «Северной пчеле» Фаддея Булгарина в 1846 году. Работу в этой газете Усов совмещал с редактированием «Посредника промышленности и торговли» (1857—1863). После этого Усов печатался в «Сыне отечества» А. В. Старчевского, Биржевых ведомостях К. В. Трубникова (соредактор конца 1860-х — начала 1870-х гг.), в 1872—1875 гг. был петербургским корреспондентом «Московских ведомостей» М. Н. Каткова. В 1872 году Павел Степанович Усов возглавил «Международное телеграфное агентство» — был управляющим и ответственным редактором. С 1872 по 1876 год он был издателем петербургской газеты «Биржа». Издание собственной газеты в 1875—1877 г. Павел Степанович совмещал с постом ответственного редактора «Санкт-Петербургских ведомостей». В конце 1870-х и в 1880-е годы П. С. Усов был журналистом «Новом времени» А. С. Суворина, «Московского листка» и «Исторического вестника» С. Н. Шубинского (издаваемого тем же А. С. Сувориным), где были опубликованы его мемуары «Из моих воспоминаний» (1882—1884).

## «Северная пчела»
Уже в 1846 году Усов начал сотрудничать в газете Ф. В. Булгарина и Н. И. Греча «Северная пчела», имевшей недобрую репутацию негласного органа III Отделения. Павел Степанович со временем становится ведущим сотрудником, в начале 1850-х годов выполнял функции секретаря редакции, работал помощником редактора газеты. Фамилия молодого сотрудника нередко упоминалась в материалах редакционной переписки Н. И. Греча и Ф. В. Булгарина.
Павел Усов не был совсем посторонним человеком в мире журналистики. Его отец Степан Михайлович Усов был экстраординарным профессором Санкт-Петербургского университета и многолетним редактором «Земледельческой газеты» (1834—1853), поэтому когда редакторы начинавшей приходить в упадок «Северной пчелы» начали искать замену заболевшему сыну Н. И. Греча Алексею Гречу, их выбор был неслучайным. Его первые статьи появились в газете, когда он был ещё студентом: перевод очерка «Миссури» (1846, № 192) и «Письмо к редакторам» (1846, № 216), в котором журналист писал об астрономическом открытии французского учёного-математика Леверье, предсказавшего открытие новой планеты Нептун. Приглашение из «Северной пчелы» стало определяющим фактором дальнейшей судьбы Усова. Сделав свой выбор в пользу журналистики, молодой человек не оставил своего интереса к серьёзным научным темам. Фаддей Булгарин, просивший Усова вычитывать свои газетные статьи, писал тому с благодарностью: «По природе вы человек серьёзный и любите учёное и серьёзное».
После смерти Ф. В. Булгарина, в 1860 году, Павел Степанович стал полноправным владельцем этого крупнейшего и старейшего петербургского консервативного органа. Для этого 20 мая 1859 года он приобрёл долю Фаддея Булгарина в «Северной пчеле» за 13 000 рублей серебром, вступление во владение состоялось 1 января 1860 г. Он начал преобразовывать «Пчелу» наподобие ведущих иностранных газет, изменив формат и структуру отделов. Это была уже не прежняя реакционная газета, а вполне современное, респектабельное и влиятельное издание. Усов поменял основное ядро журналистов и писателей, пригласив в газету писателей-демократов В. А. Слепцова, Ф. М. Решетникова, Марко Вовчок. Здесь печатаются польский революционер Артур Бенни и Н. С. Лесков. Но с 1864 года издание «Северной пчелы» прекратилось навсегда.

## П. С. Усов и П. И. Мельников

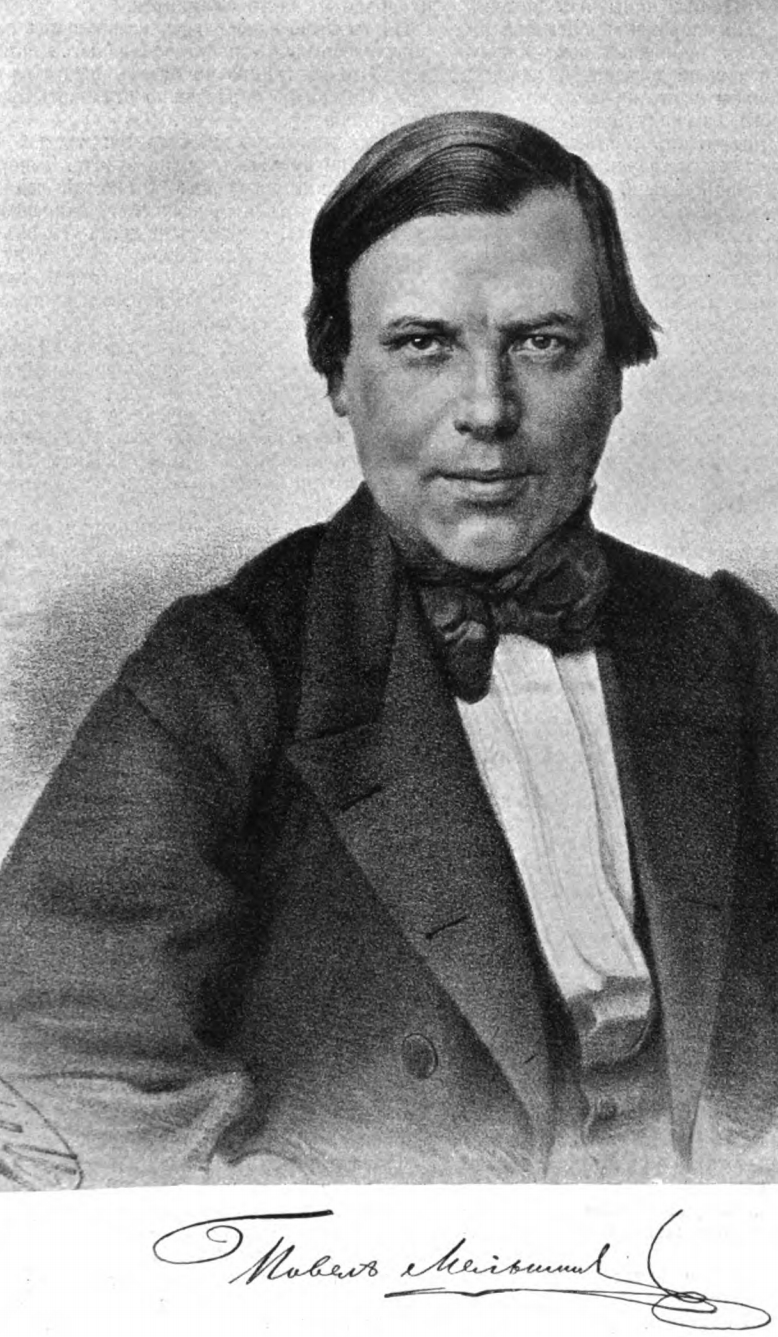
П. И. Мельников

Павел Степанович Усов был другом, биографом и душеприказчиком писателя П. И. Мельникова. Он предпринял несколько путешествий по маршрутам книг писателя, расположенным в нижегородских лесах, некогда подробно описанным Андреем Печерским. Впечатления от этих поездок Усов опубликовал в «Историческом вестнике» в виде путевого очерка «Среди скитниц». Свою поездку по старообрядческим местам П. С. Усов осуществил после смерти П. И. Мельникова, в сентябре 1884 года. Литературная экспедиция Усова началась в Семёнове, затем было село Медведево, деревня Чернуха с Чернухинским скитом. Затем был Покровский единоверческий женский монастырь, и далее Оленёвские кельи одноименного скита. Маршрут Усова включал в себя посещение Керженского Благовещенского единоверческого мужского монастыря. После этого Усов возвратился в Семёнов и через деревню Слободское в Нижний Новгород.
П. С. Усов делится следующими впечатлениями о поездке на родину П. И. Мельникова:
…некоторые места до того возвышены, что с одного из них нам открылся, во всём блеске ясного утра, великолепный вид Нижнего Новгорода, хотя с этого места до села Бор, на берегу Волги, оставалось еще 17 вёрст почтовой дороги. Очевидно, что по прямому направленно Нижний Новгород был уже гораздо ближе к нам. Вообще, если на откосе в Нижнем можно любоваться дивными видами на лесную даль Семёновского узда, то не менее живописные пейзажи открываются с его возвышенных мест на правый берег Волги, на Нижний Новгород и на горы правого возвышенного берега Оки.
Свидетельства старообрядцев, собранные П. С. Усовым, говорили об их отрицательном отношении к П. И. Мельникову и его чиновничьей деятельности. Никакие аргументы П. С. Усова в защиту своего покойного друга не возымели своего действия на них. В их понимании, П. И. Мельников — гонитель старообрядцев, — мало чем отличался от знаменитого нижегородского архиепископа эпохи Петра I Питирима. Однако вывод П. С. Усова расходится с мнением старообрядцев, по его мнению, П. И. Мельников мог считаться старообрядческим гонителем лишь по недоразумению, пафос его деятельности состоял не в этом. Позднее П. С. Усов выяснил, что инициатива закрытия старообрядческих скитов в 1848 году принадлежала не П. И. Мельникову, а действительному статскому советнику Алябьеву.